# Деметре I (архонт Абазгії)
Деметре I (VIII ст.) — 6-й архонт Абазгії. Ймовірно першим прийняв титул ерістав (князь).

## Життєпис
Про походження точаться суперечки. За різними відомостями був сином Барнука I або Лебарніка, патрикіїв Лазики. За теорією абхазьких істориків був сином Барнука з абазької династії Аносидів. Разом з тим з інших джерел відомо при виборних характер місцевих князів. При цьому зберігався вплив Візантії, що зативерджувала або призначала архонтів Абазгії.
Можливо після поразки лебарніка втік з ним до Абазгії, де зрештою призначається архонтом. Це версія доволі правдоподібна: Абазгія номінально вважалася частиною Лазики. Деметре походив з роду лазьких правителів. Водночас він ймовірно породочався з абазькою знаттю. Є свідчення про допомогу абазгів у боротьбі Лебарніка за владу. Деметре таким чином являв провізантійську партію, що було актуально в умовах повстання Сергія, патрикія Лазики, проти Візантії у 690-х роках.
Можливо Деметре I було повалено між 708 і 711 роками, коли до Абазгії вдерлися арабські війська, спровокувавши антивізантійське повстання. Наступником став Теодозіо I.